# (16843) 1997 XX3
(16843) 1997 XX3 est un objet de la ceinture principale d'astéroïdes extérieure de 16,659 km de diamètre découvert en 1997.

## Description
(16843) 1997 XX3 a été découvert le 4 décembre 1997 au Centre de recherches en géodynamique et astrométrie (CERGA), à Caussols en France, par le projet scientifique européen OCA-DLR Asteroid Survey (ODAS).

### Caractéristiques orbitales
L'orbite de cet astéroïde est caractérisée par un demi-grand axe de 3,96 UA, un périhélie de 3,24 UA, une excentricité de 0,18 et une inclinaison de 5,37° par rapport à l'écliptique. Du fait de ces caractéristiques, à savoir un demi-grand axe entre 3,2 et 4,6 UA, il est classé, selon la JPL Small-Body Database, comme objet de la ceinture principale d'astéroïdes extérieure.

### Caractéristiques physiques
(16843) 1997 XX3 a une magnitude absolue (H) de 12,1 et un albédo estimé à 0,111, ce qui permet de calculer un diamètre de 16,659 km. Ces résultats ont été obtenus grâce aux observations du Wide-Field Infrared Survey Explorer (WISE), un télescope spatial américain mis en orbite en 2009 et observant l'ensemble du ciel dans l'infrarouge, et publiés en 2012 dans un article regroupant les caractéristiques de 1 023 astéroïdes du groupe de Hilda.